# Roshal
Roshal (em russo: Роша́ль) é uma cidade da Rússia situada no óblast de Moscou. Localiza-se à 156 km ao leste da cidade de Moscou, e tem uma população de cerca de 21,272 habitantes (2010).